# Vetjanjärvi
Vetjanjärvi är en sjö i kommunen Villmanstrand i landskapet Södra Karelen i Finland. Sjön ligger 75,3 meter över havet. Arean är 1,6 kvadratkilometer och strandlinjen är 9,32 kilometer lång. Sjön  ingår i Kymmene älvs huvudavrinningsområde.   Den ligger omkring 15 km väster om Villmanstrand och omkring 180 km nordöst om Helsingfors. 
I sjön finns ön Vetjansaari. 